# Visby Station
Visby Station er en dansk jernbanestation i Visby.